# Rhizaxinella clava
Rhizaxinella clava är en svampdjursart som först beskrevs av Schmidt 1870.  Rhizaxinella clava ingår i släktet Rhizaxinella och familjen Suberitidae. Inga underarter finns listade i Catalogue of Life.